# Foho Frititir
Der Foho Frititir (kurz Frititir) ist ein Berg in Osttimor mit einer Höhe von 431 m. Er liegt im Osten der Aldeia Caco (Sucos Sanirin). Der Berg gehört zum Massiv des Foho Lauleun, der weiter nordöstlich liegt. Südwestlich befindet sich am Fuße der Berge das Dorf Sukabelulik.